# کاهاتوویتا
کاهاتوویتا (به لاتین: Kahatowita) یک منطقهٔ مسکونی در سری‌لانکا است که در ناحیه گامپاها واقع شده‌است. کاهاتوویتا ۰٫۴ کیلومتر مربع مساحت دارد.